# Фок, Борис Борисович
Бори́с Бори́сович Фок (1760—1813) — генерал-лейтенант, герой Бородинского сражения.

## Биография
Борис Фок родился в 1760 году, потомок древней голландской дворянской фамилии, переселившейся в XVI веке в Голштинию, а оттуда, в царствование Елизаветы Петровны, в Россию; сын главного садовника придворного ведомства; старший брат генерал-лейтенанта Александра Фока.
В российскую военную службу принят 8 июня 1775 года сержантом в Бомбардирский полк. В 1780 году произведён в прапорщики и назначен состоять при артиллерии генерал-поручике И. И. Меллер-Закомельском.
9 января 1785 года произведён в подпоручики, через год — в капитаны.
В 1788 году Фок принимал участие в русско-турецкой войне в Молдавии, в 1790 году сражался против шведов, а в 1792 и 1794 годах находился в Польше, где был в делах с конфедератами и повстанцами Костюшко. В 1788 году произведён в капитаны и в 1794 году — в майоры с переводом в Эстляндский егерский корпус.
17 мая 1797 года Фок был назначен командиром 6-го егерского полка и 6 апреля 1798 года получил чин полковника. С 17 января 1799 года был шефом этого полка и 11 апреля 1799 года произведён в генерал-майоры. 3 января 1800 года по прошению был уволен в отставку с производством в генерал-лейтенанты.

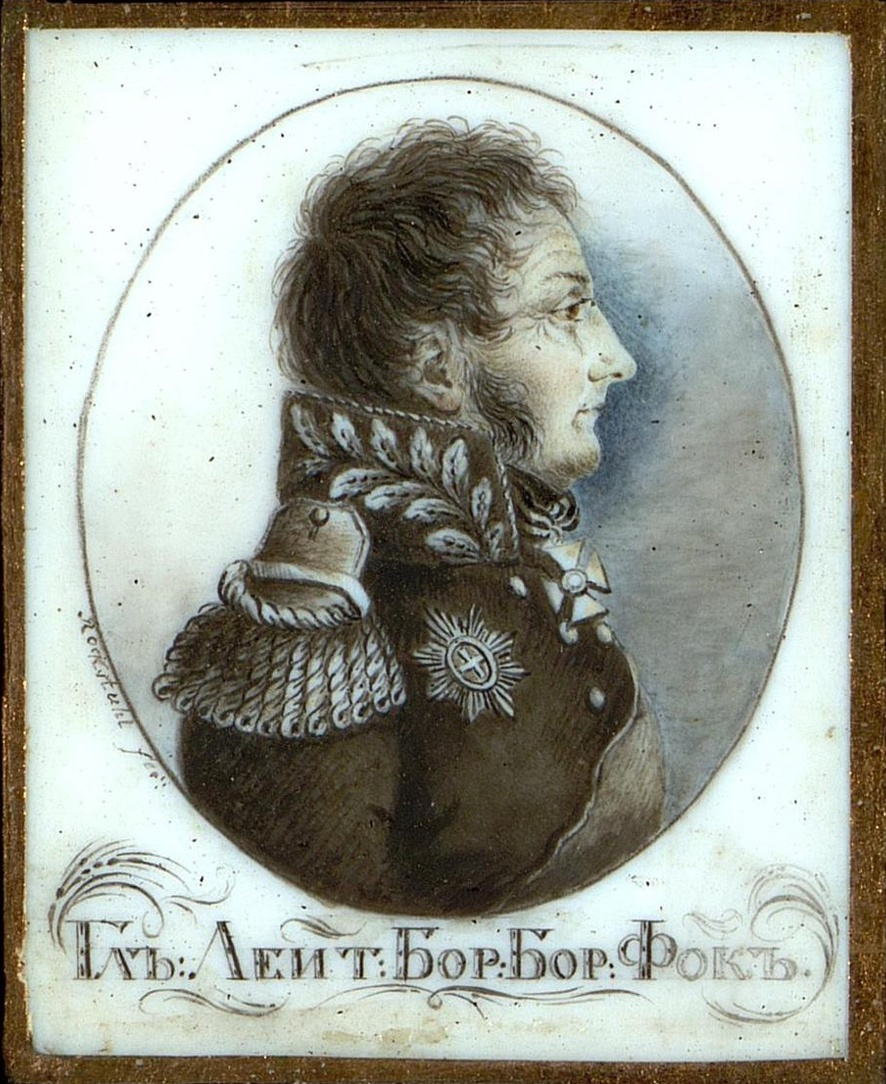
Миниатюра 1810-х

16 марта 1807 года вернулся на службу с чином генерал-майора и с 9 апреля числился шефом 24-го егерского полка, а с 20 апреля командовал Астраханским гренадерским полком. 23 октября того же года вновь вышел в отставку с чином генерал-лейтенанта.
В период с 1808 по 1811 год — губернский предводитель дворянства Финляндской губернии.
27 февраля 1812 года Фок вновь оказался на военной службе в прежнем чине генерал-майора с назначением шефом Санкт-Петербургского гренадерского полка и командиром 3-й бригады 1-й гренадерской дивизии.
Во время Отечественной войны 1812 года он отличился в сражениях под Витебском и Смоленском. В Бородинском сражении он командовал бригадой из трёх гренадерских полков и 20 октября был награждён орденом св. Георгия 3-й степени (№ 248 по кавалерским спискам)
В награду за мужество и храбрость, оказанные в сражении против французских войск 26-го августа при Бородине.
После сосредоточения русской армии в Тарутино он командовал 24-й пехотной дивизией и отличился в бою при отражении атаки французов на Тарутинский лагерь и в деле при Малоярославце.
29 декабря 1812 года Фок по состоянию здоровья был отправлен в почетную отставку. Скончался в 1813 году.
Среди прочих наград Фок имел ордена св. Владимира 2-й степени и св. Анны 1-й степени с алмазными знаками а также золотую шпагу с надписью «За храбрость» и с бриллиантовым украшениями.
Его младший брат Александр Борисович Фок также был генерал-лейтенантом и кавалером ордена св. Георгия 3-й степени.
Его сын Борис был генерал-майором, состоял для особых поручений при главнокомандующем Отдельным Кавказским корпусом князе М. С. Воронцове и был убит в 1845 году во время Даргинской экспедиции.